# La Leyenda
La Leyenda (En català: La llegenda) és un àlbum pòstum de Selena Quintanilla, cantant llatina. Q-Productions i EMI Latin Records es van unir per llançar l'àlbum el 9 de març de 2010. Aquest inclou missatges de la família de Selena, amics i fans de tot el món.

## Temes[3]

### Quatre discs Edition
- Disc 1: Cumbia i Pop

1. Amor Prohibido
2. Baila Esta Cumbia.
3. La Carcacha.
4. Besitos.
5. Como La Flor.
6. El Chico Del Apartamento 512.
7. La Llamada.
8. Bidi Bidi Bom Bom.
9. Quiero Ser.
10. Si Una Vez.
11. No Debes Jugar.
12. Techno Cumbia.
13. Costumbres.
14. Fotos Y Recuredos
15. No Quiero Saber.
16. Enamorada de Ti.
17. Tu Robaste Mi Corazon (un duo amb Emilio Naviara)
18. Ya No
19. No Te Vayas
20. Amame
21. Aunque No Salga El Sol
22. Puede Ser (un duo amb Nando "Quero" Dominguez)
23. Sukiyaki
24. Buenos Amigos (un duo amb Alvaro Torres)

- Disc 2: TexMex i Ranxeres

1. Contigo Quiero Estar
2. Amame, Quiereme
3. Ya Ves
4. Mentiras
5. La Tracalera
6. Cobarde
7. Si La Quieres
8. Tus Desprecios
9. Yo Te Sigo Queriendo
10. Ven Conmigo
11. Las Cadenas
12. Vuelve A Mi
13. Siempre Estoy Pensando En Ti
14. Yo Te Amo (Viure)
15. Yo Me Voy
16. Despues De Enero
17. Dame Un Beso
18. Tengo Ganas De Llorar
19. Tu Eres
20. Tú Sólo Tú
21. El Toro Relajo
22. Siempre Hace Frio
23. ¿Qué Creias?
24. No Me Queda Mas

- Disc 3: Anglès

1. I Could Fall in Love
2. My Love
3. Missing My Baby
4. Captive Heart
5. I'm Getting Used To You
6. God's Child (Baila Conmigo)
7. Dreaming of You
8. Wherever You Are (Dondequiera Que Estes)
9. Only Love
10. A Million To One
11. Is It the Beat?
12. Where Did the Feeling Go?
13. A Boy Like That
14. Always Mine

Bonus Tracks
1. I'm Getting Used To You (Def Club Mix)
2. Don't Throw Away My Love

- Disc 4: Viure

1. Last Dance/The Hustle/On The Radio
2. Amame, Quiereme/Siempre Estoy Pensando En Ti
3. Baila Esta Cumbia
4. Amor Prohibido
5. No Me Queda Mas
6. El Chico Del Apartamento 512
7. Si La Quieres
8. Bidi Bidi Bom Bom
9. Si Una Vez
10. Ya Ves
11. ¿Qué Creias?
12. Tus Desprecios
13. Cobarde
14. Techno Cumbia
15. La Carcacha
16. Ven Conmigo/Perdoname
17. Como La Flor

Bouns Tracks
1. Como Te Extrano (Pete Astudillo)

### Edició Especial 2 Discs
- Disc 1

1. Amor Prohibido
2. Besitos
3. Baila Esta Cumbia
4. La Carcacha
5. Como La Flor
6. No Debes Jugar
7. La Llamada
8. Bidi Bidi Bom Bom
9. Si Una Vez
10. El Chico Del Apartamento 512
11. Techno Cumbia
12. Costumbres
13. Fotos Y Recuerdos
14. Contigo Quiero Estar
15. Amame, Quiereme

- Disc 2

1. I Could Fall In Love
2. Only Love
3. Dreaming Of You
4. I'm Getting Used To You
5. Where Did The Feeling Go?
6. Is It The Beat?
7. Buenos Amigos (un duo amb Alvaro Torres)
8. Aunque No Salga El Sol
9. No Quiero Saber
10. Que Creias
11. No Me Queda Mas
12. Tu, Solo Tu
13. El Toro Relajo
14. Siempre Hace Frio
15. Como Te Extrano (Pete Astudillo)

### Single edició de discos
1. Bidi Bidi Bom Bom
2. La Llamada
3. Amor Prohibido
4. Como La Flor
5. No Me Queda Mas
6. La Carcacha
7. Fotos Y Recuerdos
8. I Could Fall in Love
9. Tu, Solo Tu
10. Dreaming of You
11. Techno Cumbia
12. No Quiero Saber
13. El Chico Del Apartamento 512
14. Baila Esta Cumbia
15. Buenos Amigos (duo amb Alvaro Torres)